# Иглесиас, Макси
Макси Иглесиас (исп. Maxi Iglesias; полное имя Максимилиано Теодоро Иглесиас Асеведо,исп. Maximiliano Teodoro Iglesias Acevedo; род. 6 февраля 1991, Мадрид) — испанский актёр. Более знаком по роли Кабано в сериале «Физика или химия».

## Биография
Макси Иглесиас родился 6 февраля в Мадриде, где учился в Школе кардинала Спинолы. Свою первую роль актёр сыграл в фильме «La Pistola De Mi Hermano», когда ему было семь лет.
В 2005 году начинает сниматься в телесериале Центральная больница (Пабло), затем идут роли в «8 свиданий», «Секс, вечеринки и ложь», Любовь в смутные времена.
Широкую известность Иглесиасу принесла роль Кабано в телесериале «Физика или химия».
6 июля 2012 года на широкие экраны вышел новый фильм «24 шага до секрета» с Макси Иглесиасом в главной роли.

## Сериалы
| Год       |   | Русское название         | Оригинальное название     | Роль           |
| --------- | - | ------------------------ | ------------------------- | -------------- |
| 2005      | с | Любовь в смутные времена | Amar en tiempos revueltos | Милиционер     |
| 2005      | с | Центральная больница     | Hospital central          | Пабло          |
| 2008—2011 | с | Физика или химия         | Física o Química          | Цезарь Кабано  |
| 2011      | с | Защищенные               | Los protegidos            | Анхель/Виктор  |
| 2011      | с | Otra Movida              | Otra Movida               | Макси Иглесиас |
| 2012      | с | Толедо                   | Toledo                    | Мартин Перес   |
| 2013—2014 | с | Галерея Вельвет          | Velvet                    | Макси          |

## Кино
| Год  | Название               | Оригинал названия              | Роль      |
| ---- | ---------------------- | ------------------------------ | --------- |
| 1997 | Пистолет моего брата   | La pistola de mi hermano       | Луис      |
| 2008 | 8 свиданий             | 8 citas                        | Давид     |
| 2009 | Секс, вечеринки и ложь | Mentiras y gordas              | Пабло     |
| 2010 | Дневник Карлоты        | El diario de Carlota           | Лукас     |
| 2011 | Шрамы 3D               | XP3D                           | Хосе      |
| 2012 | 24 шага до секрета     | El secreto de los 24 escalones | Себастьян |
| 2015 | Невинные убийцы        | Asesinos inocentes             | Гарральда |
| 2019 | После                  | After                          | Гарсия    |